# Галата (Варна)
Вижте пояснителната страница за други значения на Галата.
Галата е квартал на Варна с население от 2030 д. (2005 г.). Намира се в най-високата приморска част на града върху едноименния нос. В подножието му е естественият завършек на Варненския залив. Край него поради метеорологични условия често корабите престояват на рейд преди да навлязат в пристанището.

## География
Галата е сред малките варненски квартали, отдалечен от центъра на града. Той се намира в район Аспарухово на Община Варна. До него се достига чрез Аспаруховия мост и панорамния път край Варненския залив. Кварталът има изключителна гледка и мек климат.
Край Галата има чисти, девствени и каменисти плажове – Фичоза и Паша дере, подходящи за палатков туризъм, както и малки хотели и бунгала. В близост е южната курортна зона на Варна, Боровец.

## История
Според Ян Длугош и Йоан Туроци османският гарнизон изоставя крепостта Галата, когато сборната кръстоносна армия на Владислав III Ягело и Янош Хуняди достига до нея през 1444 г. 
През 1923 г. селището е средище на Галатинска селска община. През 1937 г. Министерството на благоустройството одобрява благоустройствения правилник на селото.
От юни 1940 до лятото на следващата година в Галата е организиран концентрационен лагер за политически затворници.

## Обществени институции
- Основно училище „Капитан Петко Войвода“
- Читалище „Васил Левски - 1927“
- Детска градина №47 „Люляче“
- Православен храм „Свето Успение Богородично“
- Пощенски клон (с пощенски код 9021)
- Клуб на пенсионера

## Транспорт
До кв. „Галата“ пътуват следните автобусни линии:
17: ЖП Гара - Галата
17А: Почивка - ЖП Гара - Галата
17+46: Минава през м-ст Боровец по пътя на линия 46, връща се към ЖП Гара по пътя на 17
17А+46: Минава през м-ст Боровец по пътя на линия 46, връща се към Почивка по пътя на 17А
17+60: Минава по пътя на 17 до Галата, пропуска обръщача и завива наляво към Прибой и продължава към Ракитника/Черноморец по пътя на линия 60
17А+60 Минава по пътя на 17А до Галата, пропуска обръщача и завива наляво към Прибой и продължава към Ракитника/Черноморец по пътя на линия 60

## Личности
- Ген.-майор Стоян Стоянов (12 март 1913 - 13 март 1997), български летец, военен герой, отличил се в отбраната на София, награден с орден за храброст.[6]
- Петко Напетов (1880—1933) – български политик, водач на Работническото движение, учител и общественик.
- Андраник Озанян (1865—1927) – арменски национален герой, живял в селото през 1913-1915 г.
- Велико Станков - генерал във Втората световна война.

## Галерия
- ОУ „Капитан Петко Войвода“
- Читалище „Васил Левски - 1927“
- Детска градина „Люляче“
- Църква „Свето Успение Богородично“
- Пощенската станция
- Пенсионерският клуб
- Паметникът на Андраник Озанян